# Historia económica de África

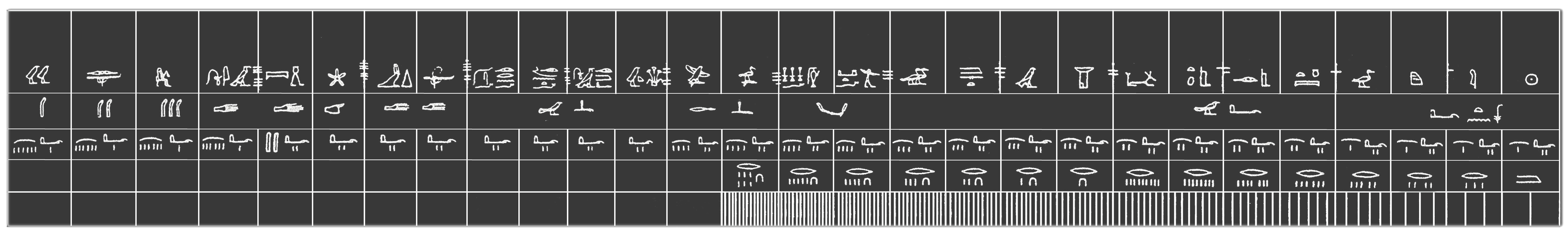
Las antiguas unidades de medida egipcias también servían como unidades de moneda.

La humanidad se originó en África, y tan pronto como existieron sociedades humanas empezaron a realizar actividades económicas. Los seres humanos más tempranos eran cazadores-recolectores que vivían en pequeños grupos familiares. Incluso entonces había un comercio considerable que podría cubrir largas distancias. Los arqueólogos han encontrado evidencias de que el comercio de artículos de lujo, como los metales preciosos y las conchas se dio a través de la totalidad del continente. Es así como se empieza a registrar la Historia económica de África.
La historia económica africana a menudo se centra en las explicaciones de la pobreza y oscurece otros aspectos como los logros de los agricultores, comerciantes y estados africanos, incluyendo mejoras en la seguridad alimentaria y episodios de crecimiento económico.

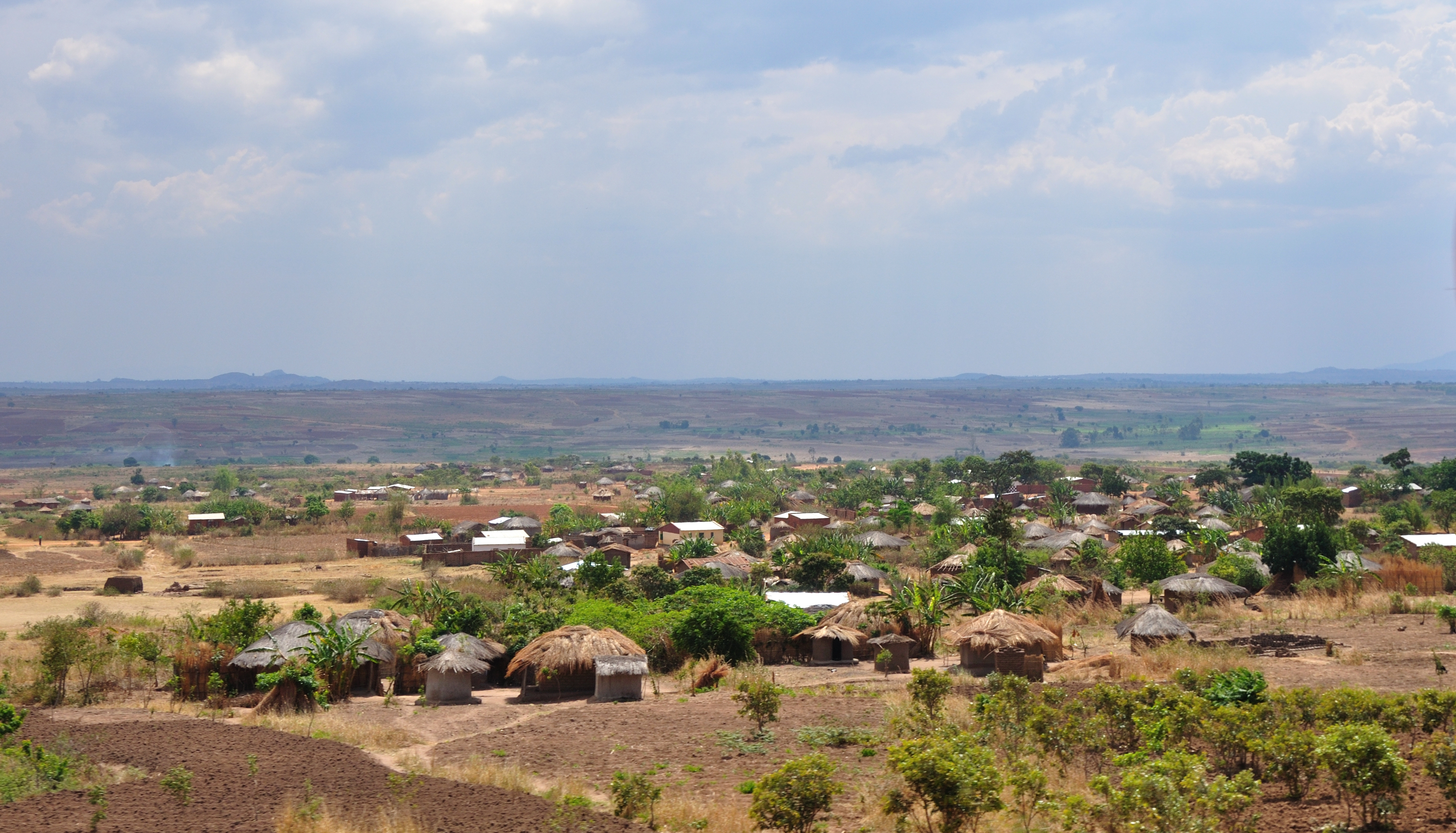
Granjas en Malawi, 2010.

## Historia Antigua
África tiene la historia económica más larga y más antigua ya que la humanidad se originó en África, y ahí también lo hizo la actividad económica. Algunas culturas, como los bereberes, vivían en áreas secas y se convirtieron en pastores nómadas, mientras que en las culturas que vivían en la Sabana, cultivaban diversos granos y por lo tanto el asentamiento permanente era posible. La agricultura apoyó el desarrollo de grandes ciudades, y de redes de comercio entre las localidades.

### Orígenes de la agricultura
La agricultura en África se inició en el corazón del desierto del Sahara, que en 5200 antes de Cristo era mucho más húmedo y densamente poblado que hoy. Fueron domesticadas varias especies nativas, la más importante es el mijo perla, el sorgo y el caupí, que se extendió a través de África Occidental y el Sahel. El Sahara en este momento era como el Sahel es en la actualidad. Sus amplios campos abiertos permiten un fácil cultivo, pero hacen imposible el cultivo intensivo del suelo, ya que es pobre y la lluvia limitada. Los cultivos locales tampoco eran ideales y produjeron menos calorías que los de otras regiones. Estos factores limitaron los excedentes y mantuvieron poblaciones escasas y dispersas.
El Norte de África tomó un camino muy diferente de las regiones del sur. Climáticamente está vinculada al Oriente Medio y al creciente Fértil, además las técnicas agrícolas de esa región fueron adoptadas al por mayor. Esto incluyó a diferentes grupos de cultivos, como el trigo, la cebada y uvas. El norte de África también fue bendecido por una de las regiones agrícolas más ricas del mundo en el valle del río Nilo. Con la llegada de la agricultura, la región del Nilo se convirtió en una de las zonas más densamente pobladas del mundo, y de Egipto, el hogar de una de las primeras civilizaciones.
El desierto del Sahara crea una barrera formidable entre las partes norte y sur del continente. Existen dos importantes excepciones: el Sudán Nubiano, que fue vinculado a Egipto por el Nilo y Etiopía, que podían negociar con las regiones del norte sobre el Mar Rojo. Estados poderosos crecieron en estas regiones como el Reino de Kush, en Nubia y Aksum en Etiopía. Especialmente desde Nubia, ideas y tecnologías procedentes de Oriente Medio y Europa llegaron el resto de África.
Los historiadores creen que el trabajo en hierro fue desarrollado de forma independiente en África. A diferencia de otros continentes, África no tuvo un período de cobre y bronce antes de su Edad del Hierro. El cobre es bastante raro en África, mientras que el hierro es muy común. En Nubia y Etiopía, el hierro, el comercio y los excedentes agrícolas conducen a la creación de ciudades y civilizaciones.

### La expansión bantú

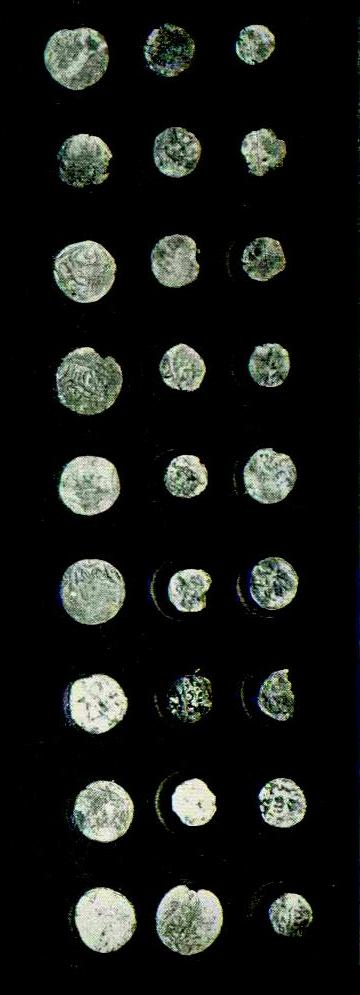
La moneda del Sultanato de Mogadiscio.

En la zona del continente más escasamente poblada, en este mismo período se produjo la expansión de los pueblos bantúes. La expansión bantú se inició en el sur de Camerún hace unos 4000 años. hoy en día se hablan varias lenguas bantúes y hay evidencia arqueológica de que los agricultores neolíticos entrantes en el norte de Gabón c. 3800 antes de Cristo eran bantúes. Se sabe que la expansión bantú era extremadamente rápida y masiva, pero su motor exacto sigue siendo controvertido. Este período es anterior al hierro, que aparece en el registro arqueológico por 2500 BP.

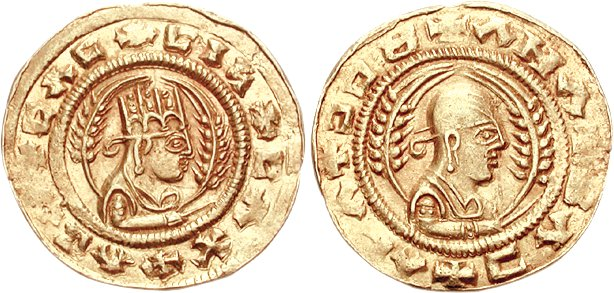
Moneda de oro Aksumite de Endubis.

Una de las primeras expansiones bantú fue la migración de los Bubis a Bioko. Ellos todavía estaban usando tecnología de la piedra en el primer contacto europeo. Las dificultades de la tala de la selva ecuatorial de la agricultura han llevado a la sugerencia de que la expansión primaria fue a lo largo de los valles fluviales, una hipótesis apoyada por estudios de nombres de peces. Otro factor que puede haber sido la llegada de los cultivos alimentarios-sureste asiático, especialmente el plátano AAB, la malanga y el ñame-agua. Reconstrucciones lingüísticas sugieren que la única ganadería que posee el proto-bantú era la cabra. A través de los siglos a toda la mitad sur de África estaba habitada por el grupo, excluyendo solo el  desierto Kalahari. Su expansión solo terminó hace relativamente poco tiempo. En el año 1000, los comerciantes árabes describen que los bantúes habían llegado tan lejos como Mozambique, y los colonos europeos observaron la expansión bantú en Sudáfrica bajo el nombre de zulú y otros.
El pastoreo Bantú reformó la economía del continente. En algún momento del primer milenio un cambio igualmente importante comenzó como cultivos comenzaron a llegar desde el sudeste de Asia. El Océano Índico ha sido siempre mucho más abierto al comercio que el turbulento Atlántico y Pacífico. Los comerciantes podían montar los monzones vientos del oeste a principios de año y volver hacia el este por ellos más tarde. Se supuso que estos cultivos llegaron por primera vez a Madagascar, que también adoptó lenguas del sudeste asiático, en algún momento entre los años 300 y 800. Desde la isla de los cultivos cruzaron a África Oriental. Ellos incluyen muchos cultivos, siendo el más importante el del plátano .
El plátano y otros cultivos permitidos para cultivo más intensivo en las regiones tropicales de África, esto fue más notable en la región de los Grandes Lagos de África, un área con excelentes suelos, que vieron a muchas ciudades y estados formarse, sus poblaciones se alimentaron en gran medida por los plátanos.

## Las rutas comerciales
Mientras que había habido siempre un cierto nivel de comercio, el auge de las ciudades y los imperios hizo mucho más importante la actividad comercial en la economía africana. El Norte de África fue central para el comercio de todo la región del Mediterráneo. Fuera de Egipto, este comercio era principalmente controlado por los fenicios que llegaron a dominar el norte de África, con Cartago como la ciudad más importante. Los griegos controlaban gran parte del comercio oriental, incluyendo el que se daba a lo largo del Mar Rojo con Etiopía. En esta región una serie de ciudades comerciales griegas se establecieron y actuaron como conducto para su civilización y aprendizaje.
La ciudad egipcia (y más tarde, romana) de Alejandría (fundada por Alejandro Magno en el 334 aC), fue uno de los centros de comercio más importantes en el Mediterráneo desde hace muchos siglos. Hasta bien entrado el siglo XIX, Egipto seguía siendo una de las partes más desarrolladas del mundo fuera de Europa. Nubia en Sudán  también comerciaba con los países africanos del interior, como Chad y Libia, así como con Egipto, China, la India y la península arábiga.
Durante la mayor parte del primer milenio AD, el Reino de Aksum en Etiopía y Eritrea  tenía una poderosa marina y vínculos comerciales que llegaban hasta el Imperio Bizantino y la India. Entre los siglos XIV y XVII, el sultanato de Ajuran, centrado en la moderna Somalia, practicó la ingeniería hidráulica y desarrolló nuevos sistemas para la agricultura y la fiscalidad, que continuaron siendo utilizados en algunas partes del Cuerno de África hasta finales del siglo XIX.
En la costa este del continente, los comerciantes Swahili vincularon la región en una red comercial del Océano Índico, trayendo importaciones de cerámica china y telas indias a cambio de oro, marfil y esclavos. Los reinos Swahili crearon un imperio comercial próspero, que ocupó el territorio, hoy en día, de Kenia, Tanzania y Uganda. Las ciudades swahili eran puertos comerciales importantes para el comercio con el Oriente Medio y el Lejano Oriente.
En el interior de África, el comercio era mucho más limitado. La baja densidad de población volvía el comercio poco rentable. La barrera masiva de las selvas tropicales del Congo eran más imponente que el Sahara, bloqueando el comercio a través del centro del continente.
La llegada de los ejércitos islamistas transformaron las economías de gran parte de África. Aunque el islam tuvo relativamente poco impacto en el norte de África, donde las grandes ciudades, la alfabetización y los Estados centralizados habían sido la norma, los musulmanes eran mucho más eficaces que los cristianos en penetrar en el Sahara. Esto fue en gran parte debido a los camellos, que había llevado la expansión árabe y grandes cantidades de comercio a través del desierto. Una serie de estados se desarrolló en el Sahel en el extremo sur del Sahara, que hizo inmensas ganancias del comercio a través del Sahara. El primero de ellos fue el Imperio de Ghana, llegando a a su máxima extensión en el siglo XII. Pronto, otros, como el imperio de Malí y Kanem-Bornu, también surgieron en la región. El principal comercio de estos estados era el oro, que era abundante en Guinea. También fue importante el tráfico de esclavos a través del Sahara que se incluye un gran número de esclavos al norte de África.

### 600-1600 d. C.

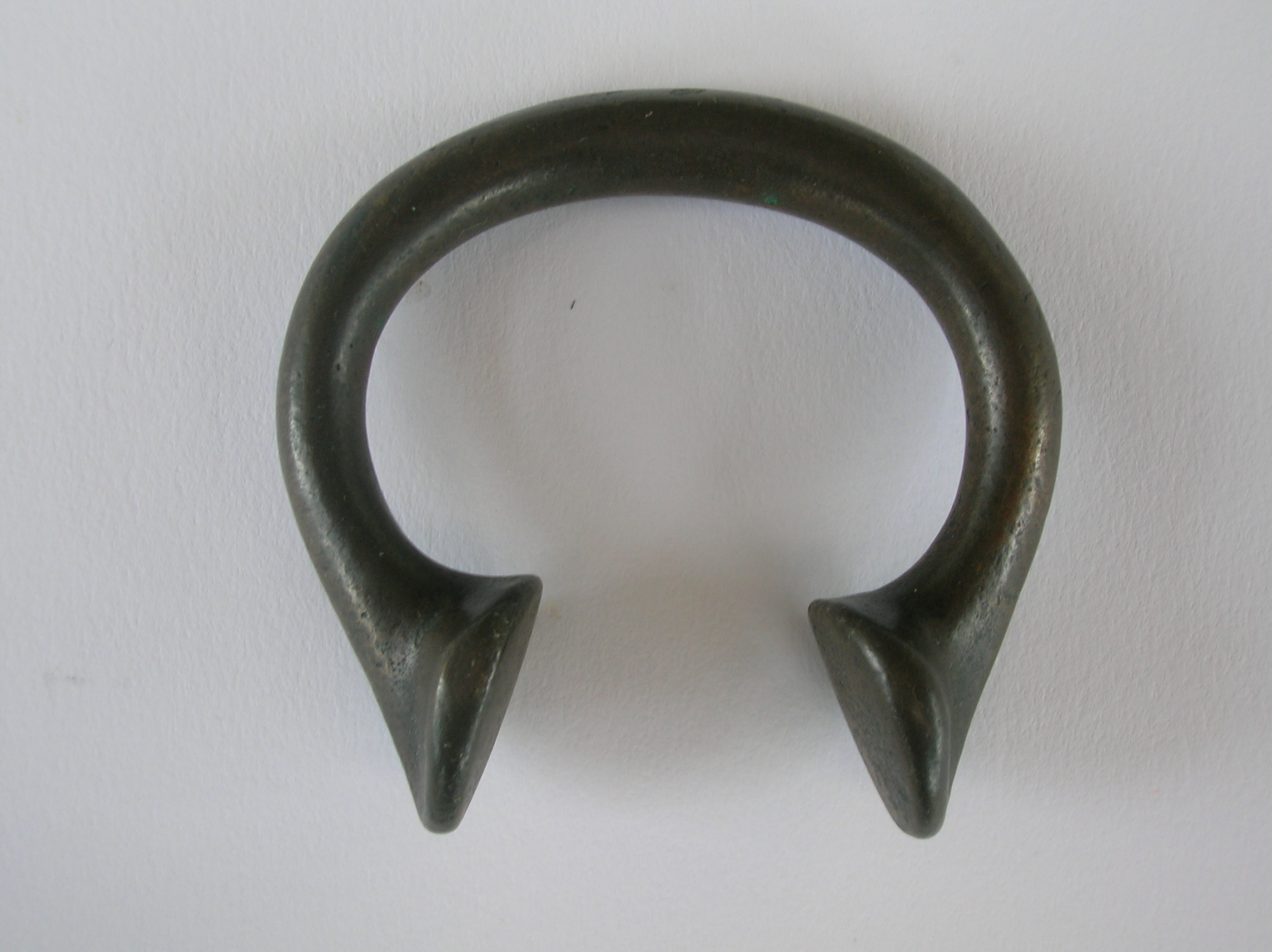
Una variedad Okpoho de Manilla de la gente del Igbo del sudeste de Nigeria

Muchos imperios crecieron alrededor de las áreas costeras o grandes ríos que sirven como parte de importantes rutas comerciales. Los reinos de Malí y el Imperio songhai crecieron a lo largo del río Níger entre 1200 y 1590. Comerciantes bereberes del Sahel, una región al sur del desierto del Sahara, comerciaron con cobre, caballos, armas y ropa que traían desde el norte de África en los trenes del camello. El comercio con los bereberes, y otros grupos, llevó al crecimiento del imperio de Ghana, que intercambiaba oro, nueces de kola, y esclavos. Los africanos occidentales tuvieron una demanda de sal, que se recogen en los oasis del desierto, y que se utilizan para conservar los alimentos, así como para sazonar.
El imperio de Ghana, bajo el liderazgo de Tunka Manin en 1062, experimentó una edad de oro económica, política y cultural. Su organización, la fuerza militar (200.000 profesionales militares) y la prosperidad económica podría compararse favorablemente con muchos de los reinos de la Europa de la época.
En 1324, Mansa Musa, el rey de Malí, hizo una peregrinación a La Meca. Hubo un enorme grupo organizado para llevar a cabo el Hach con el rey. La peregrinación incluía "60.000 hombres, entre ellos 1.200 siervos" y los registros muestran que Mansa Musa hizo entrega de tanto oro en Egipto, que su economía se deprimió.

Primeras rutas comerciales transaharianas.

Entre 1000 y 1500, los bosques de África Occidental también pasaron a formar parte de las redes comerciales, en particular bajo los reinados de los reyes cultura yoruba. Ife era una ciudad comercial vital, a lo largo de la ruta de los bosques tropicales a Djenné, un importante centro de comercio de Sudán, cerca de otras ciudades comerciales de gran tamaño como Tombuctú y Gao. LA ubicación de Ife también la ponía cerca de Benín y el Océano Atlántico. La civilización yoruba fue apoyada por ciudades rodeadas de tierra cultivada, pero un amplio desarrollo del comercio hizo rica a ese imperio.
Para el año 1000, los bantúes en Zimbabue y África del Sur desarrollaron un intenso comercio exterior con tierras tan lejanas como China y la India, de la que recibieron la porcelana, granos, y ollas persas y árabes. Cambiaron la carne de vacuno domesticado (en lugar de la carne de animales de caza), hierro y marfil y oro. La ciudad de piedra de lz Gran Zimbabwe, fundada en 1100, fue el centro del reino Shona hasta alrededor de 1400.
Gran parte del comercio de los reinos del bosque se hizo a nivel local, por lo general por el pueblo yoruba ordinarias en los mercados locales. En algunas ciudades estos se llevan a cabo cada 3 o 4 días. Tela, verduras, carne y otros productos se han negociado y pagado por el uso de pequeñas conchas marinas llamados cauris que fueron importados de África del Este. Barras de cobre y hierro, llamados manilas, fueron producidos en formas estándar para ser utilizado como moneda de cambio. Otros elementos utilizados en el comercio como una forma de moneda incluidos sal, tela y barras de oro.
El comercio con el Oriente Medio ha comenzado ya en el antiguo Egipto. Islam fue introducido a la región del Cuerno desde el principio de la península arábiga, poco después de la hégira. Zeila 's de dos mihrab Masjid al-Qiblatayn data del siglo séptimo. La expansión del Islam trajo comerciantes árabes hasta Marruecos. El Sultanato Adal en la región del Cuerno también mantuvo relaciones bilaterales con el Imperio Otomano. En la costa swahili al sureste, el sultán de Malindi mandó enviados al palacio imperial chino en Nanjing Yongle teniendo una jirafa y otros regalos exóticos.

## Influencia europea

### Colonización europea temprana

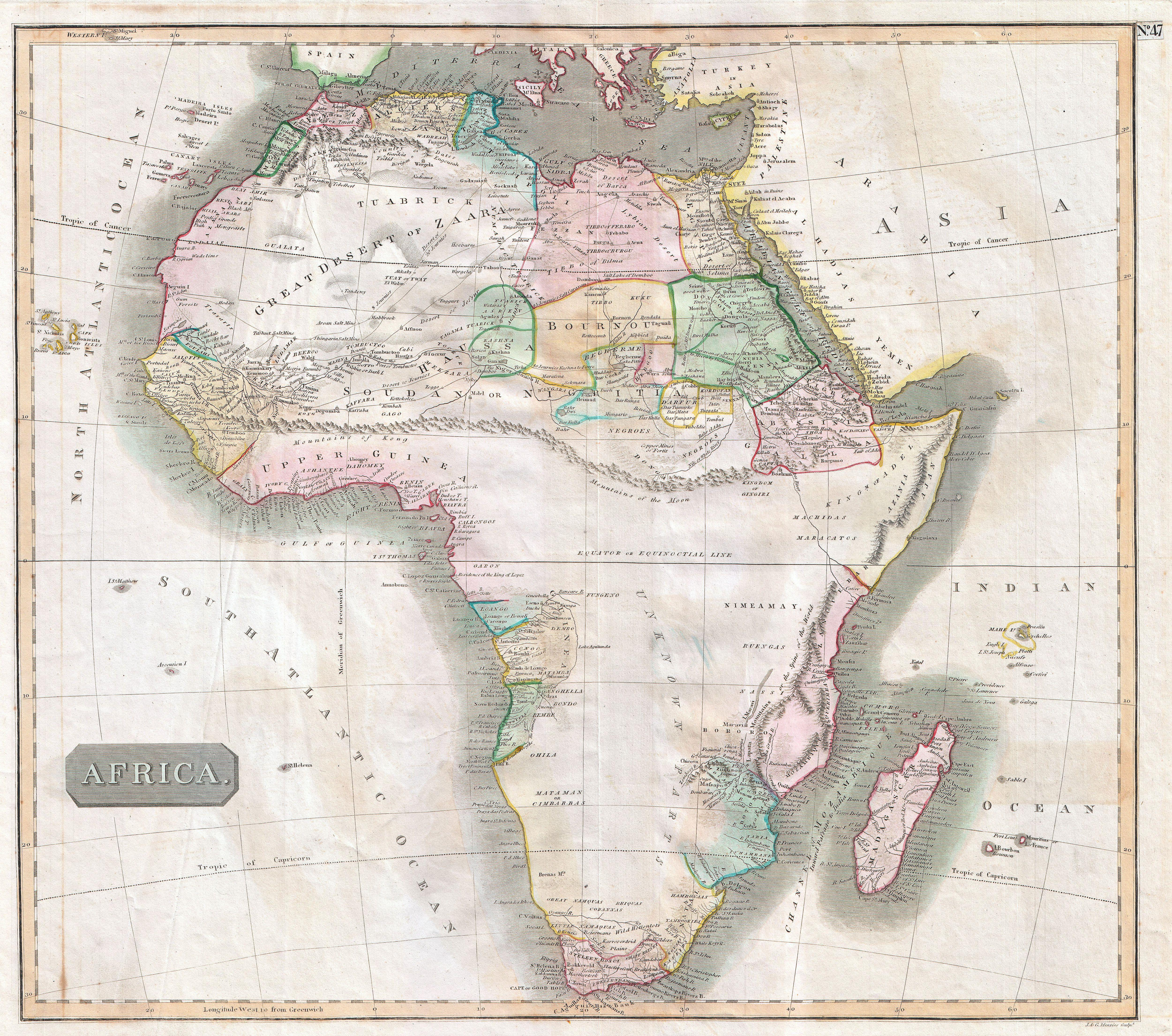
Un mapa de África por John Thomson, 1813.

Los primeros colonos europeos se asentaron en el norte de África en los tiempos antiguos. Estos colonos incluyeron a los fenicios y los griegos. Los colonos de Atenas y otras partes de Grecia se establecieron a lo largo de la costa mediterránea del norte de África. Más tarde fueron seguidos por los colonos del Imperio Romano. Las Colonias de Roma "sirvieron como un prototipo" para el movimiento colonial europeo más tarde en el continente.
Portugal fue el primer imperio europeo en penetrar profundamente en el África subsahariana para establecer colonias. El Príncipe portugués Enrique el Navegante avanzó exploración portuguesa de África, impulsado por dos deseos: para difundir el cristianismo, y para establecer a África como un bastión del cristianismo contra el Imperio Otomano , que estaba haciendo muchos conversos africanos al Islam. África fue explotada con fines comerciales, debido a un gol del portugués: encontrar una ruta a la India, lo que abriría la totalidad de la región del Océano Índico para el comercio directo con Portugal. La conquista del territorio en África también significó que los portugueses podían utilizar el oro de África para financiar los viajes a lo largo de esta nueva ruta comercial.
Los portugueses comenzaron comercio significativo con África Occidental en el siglo XV. Este comercio era principalmente para los mismos productos que los árabes habían comprado-oro, marfil y esclavos. El portugués vendió los africanos paño indio y bienes manufacturados europeos, pero se negó a venderles armas. Pronto, sin embargo, otras potencias europeas como Francia , Dinamarca , el Países Bajos y Gran Bretaña estaban desarrollando su propio comercio con África, y que tenían menos restricciones. Las grandes potencias imperiales europeas en África fueron Portugal, Gran Bretaña, Francia, y en menor medida Alemania, Bélgica, España e Italia. La presencia de Portugal en África como un poder imperial se prolongó hasta la década de 1970, cuando el último de sus antiguas colonias declararon su independencia tras años de guerra.
El Océano Atlántico había sido durante mucho tiempo casi impenetrable para las galeras que surcaban el Mediterráneo. Que cualquier buque necesario para pasar a miles de kilómetros de desierto sin agua antes de llegar a cualquier regiones pobladas también hechas comercio imposible. Estas barreras fueron superadas por el desarrollo de la carabela en Europa. Anteriormente, el comercio con África subsahariana sólo podría llevarse a cabo a través de los intermediarios del norte de África. Ahora los europeos podían comerciar directamente con los propios africanos.
Esta valiosa ventaja comercial a los cambios rápidos en el África occidental. La región había sido durante mucho tiempo la agricultura productiva y, sobre todo en el oeste de Nigeria, densamente poblada. Las enormes ganancias derivadas del comercio y la llegada de armas conducen a la centralización significativa y un número de estados formados en la región, tales como la Confederación Ashanti y Reino de Benín . Estos estados se convirtieron en algunos de los más ricos y más avanzados en África. Los comerciantes ricos empezaron a enviar a sus hijos a las universidades europeas y sus ejércitos bien armados podría desafiar las fuerzas europeas.
Muchos nativos y el Oeste de África, como Seedies y Kroomen, sirven en los barcos europeos, y recibían un salario regular, lo que aumenta en gran medida su estado de vuelta a casa.

### Trata de esclavos del Atlántico
Claramente, la trata de esclavos enriquece los segmentos de la sociedad africana que cotizan en esclavos. Sin embargo, la historiografía moderna de esclavitud ha oscilado entre dos polos sobre la cuestión de sus efectos demográficos y económicos en África en su conjunto. Los primeros relatos históricos de la trata de esclavos en el Atlántico fueron escritos en gran medida para una audiencia popular por los abolicionistas y los antiguos esclavos como Olaudah Equiano que destacaron profundamente sus efectos negativos sobre los pueblos africanos. A medida que avanzaba el siglo XIX, las cuentas de los efectos negativos de la esclavitud eran cada vez más utilizadas para argumentar a favor de la colonización europea del continente. Por el contrario, hubo quienes, como el explorador británico y geógrafo William Winwood Reade, se basó en las cuentas de los comerciantes de esclavos para argumentar que los efectos de la esclavitud fueron positivos.
A principios del siglo XX, la visión de la esclavitud como una influencia negativa en África prevaleció entre los historiadores académicos profesionales en Europa y Estados Unidos. Durante el período de la descolonización posterior a la Segunda Guerra Mundial, un influyente grupo de estudiosos, liderado por JD Fage, ha argumentado que los efectos negativos de la esclavitud habían sido exagerados, y que la exportación de esclavos había sido compensado por el crecimiento demográfico. Walter Rodney, un especialista en la Costa Alta Guinea, respondió que la demanda europea de esclavos había aumentado considerablemente la importancia económica del comercio de esclavos en el África occidental, con efectos catastróficos. Rodney, quien participó activamente en los movimientos de independencia de Pan-africanos, acusó Fage de blanquear el papel de los europeos en África; Fage respondió acusando a Rodney de romanticismo nacionalista.
Los debates sobre los impactos económicos del comercio atlántico fueron estimulados además por la publicación de Philip Curtin El Atlántico de esclavos: un censo (1969), que argumentaron que 9.566.000 esclavos fueron exportados desde África a través del comercio atlántico. En la década de 1970, el debate sobre los impactos económicos del comercio atlántico volvió cada vez más en las estimaciones demográficas de las exportaciones de esclavos en relación con las tasas de natalidad continentales. La mayoría de los estudiosos creen que Curtin era demasiado conservador en su cálculo, con la mayoría de las estimaciones que oscilan entre 11.5 millones a 15.4 millones. Más recientemente, John K. Thornton ha presentado un argumento más cercano al de Fage, mientras que José Inikori, Patrick Manning y Nathan Nunn han argumentado que el comercio de esclavos tuvo un impacto a largo plazo en el desarrollo económico de África debilitante.
Manning, por ejemplo, llegó a la siguiente conclusión, después de considerar las variaciones regionales en las exportaciones de esclavos y asumiendo una tasa de crecimiento de la población africana anual del 0,5%:. La población de África habría sido de 100 millones en lugar de los 50 millones en 1850, si no por los efectos combinados de las operaciones de esclavos externos e internos. Nunn, en un reciente análisis econométrico de las regiones exportadoras de esclavos en todas partes de África, que se encuentra "una relación negativa robusta entre el número de esclavos tomados de un país y su el desarrollo económico posterior." Nunn argumenta, además, que esto no puede explicarse por la pobreza antes de la trata de esclavos, porque más densamente poblada y económicamente partes de África desarrolló una regresión detrás previamente menos desarrollados, no esclavo zonas exportadoras durante el curso del Atlántico, a través del Sahara, el Mar Rojo y la trata de esclavos en el Océano Índico.

## Era colonial

### 1884-1945
La Conferencia de Berlín (en alemán: Kongokonferenz o "Conferencia de Congo") de 1884-85 reguló la colonización europea y el comercio en África durante el período del imperialismo, y coincidió con el surgimiento repentino de Alemania como una potencia imperial. Convocada por Portugal y organizada por Otto von Bismarck, primer canciller de Alemania, su resultado fue, la Ley General de la Conferencia de Berlín. Esta puede ser vista como la formalización de la repartición de África. La conferencia dio paso a un período de intensificación de la actividad colonial por parte de las potencias europeas, al tiempo que eliminó la mayoría de las formas existentes de autonomía y autogobierno africanas. Durante esta época colonial, la economía de África se reorganizó para servir a Europa y los europeos, así la cadena industrial europea comenzó en África y terminó en los almacenes industriales europeos.
En 1914, todo el continente africano caería bajo el dominio colonial europeo, con la excepción de Etiopía y Liberia. [24] La división del territorio africano entre los regímenes europeos a menudo violaba los límites existentes reconocidos por los africanos locales. Algunos de los estados africanos independientes afectados por la división del continente incluían:
- Al-Hajj Umar Ahmadu Sefu
- Ankole
- Asanti
- Bagirmi
- Barotse
- Basutoland
- Benin Kingdom
- Bornu
- Buganda
- Bunyoro
- Burundi
- Chokwe
- Dahomey
- Empire of Sokoto
- Jumbe
- Karagwe
- Matabele
- Merina
- Mirambo
- Mlozi
- Morocco
- Msiri
- Ruanda
- Samori
- (Mahdist State of the) Sudan
- Yao Chiefs
- Yoruba State
- Wadai
- (Sultanate of) Zanzibar
- Zulu Empire

Bajo el dominio colonial, el sistema de plantación agrícola se introdujo ampliamente para cultivar grandes cantidades de cultivos comerciales y emplear mano de obra africana barata (a menudo forzada) para exportar a países europeos. La minería de gemas y metales preciosos como el oro fue desarrollado de manera similar por empresarios europeos ricos como Cecil Rhodes. La implementación y los efectos de estas políticas coloniales podrían ser brutales. Un ejemplo extremo de explotación de los africanos durante este período es el Estado Libre del Congo , administrado bajo una forma de "gobierno de la compañía". Los belgas, bajo Leopoldo II de Bélgica, permitieron a las empresas utilizar el trabajo forzoso como mejor les parecía. Las condiciones brutales, el hambre y la enfermedad terminaron en la muerte de unos 10 millones de congoleses entre 1885 y 1908.
Las comisiones del gobierno belga en la década de 1920 encontraron que la población del Congo belga había caído hasta un 50% bajo el gobierno del Estado Libre del Congo como resultado del trabajo forzoso (en gran parte con fines de cultivo de caucho), la masacre de las tropas coloniales, el hambre y la enfermedad . En las colonias de colonos blancos como Argelia, Kenia, Rhodesia (ahora Zimbabue), Sudáfrica y el suroeste de África (ahora Namibia), las tierras más fértiles fueron expropiadas forzosamente de las poblaciones indígenas para su uso por colonos blancos. En estos países, los agricultores africanos fueron empujados hacia "reservas nativas", generalmente ubicadas en tierras áridas y marginales. La esclavitud también fue ampliamente abolida por las potencias coloniales.
Para algunos colonizadores, como los británicos, la colonia ideal se basaba en una economía abierta, activamente dedicada al comercio mundial a través de la exportación de materias primas y la importación de productos terminados.  Los británicos practicaron una política de administración ligera, imponiendo relativamente poca regulación sobre sus colonias, especialmente en asuntos no económicos. Mientras se lograron los intereses británicos, las poblaciones indígenas recibieron mayores libertades individuales. Sin embargo, otros colonizadores, como los franceses, adoptaron un enfoque más activo de la gobernanza, alentando o incluso requiriendo a sus súbditos que se asimilaran más plenamente a la cultura francesa.
Los colonizadores estaban bajo fuerte presión política para hacer sus colonias inmediatamente y continuamente rentables. En casi todos los casos, esta limitación condujo a una escasez de inversiones a largo plazo de los países madre en el desarrollo económico de sus colonias. Si bien estos países financiaron algunos proyectos importantes de infraestructura diseñados para facilitar el comercio, esto fue principalmente para ayudar a la extracción inmediata de recursos valiosos, y había poca o ninguna inversión en el crecimiento de las empresas locales. Otra razón por la que los gobiernos coloniales permitieron que las economías locales estuvieran rezagadas era que las industrias locales competitivas habrían reducido la dependencia comercial de las colonias de las economías centrales de Europa.
Para que las colonias se integraran en la economía mundial y en la red comercial imperial, los gobiernos coloniales necesitaban que los ciudadanos locales participaran en la actividad del mercado, en vez de simplemente en la agricultura de subsistencia. Un método que las potencias coloniales usaban para instar a las poblaciones nativas a participar en la economía más grande era el requisito de que los impuestos se pagaran en moneda oficial. Esto hizo que la agricultura de subsistencia fuera menos factible, ya que los productores necesitaban vender al menos algún excedente en el mercado para obtener la moneda necesaria para el pago de impuestos.
Muchas veces los poderes coloniales recaudaron estos impuestos a través de la ayuda de los jefes africanos locales, quienes fueron apoyados políticamente y financieramente por los gobiernos coloniales a cambio de su ayuda para hacer cumplir las políticas de estos gobiernos, especialmente para políticas que pudieran ser impopulares. Por lo tanto, los colonizadores mismos evitaron cierto grado de animosidad de sus súbditos utilizando estos jefes establecidos como mandatarios para hacer cumplir muchas de sus políticas coercitivas.
Hoy en día, muchas economías africanas se ven afectadas por el legado del colonialismo. En la agricultura, los sistemas de plantación que introdujeron fueron altamente insostenibles y causaron severa degradación ambiental. Por ejemplo, el algodón reduce drásticamente la fertilidad del suelo dondequiera que se cultive, y las áreas de África occidental que están dominadas por plantaciones de algodón son ahora incapaces de cambiar a cultivos más rentables o incluso para producir alimentos debido al suelo agotado. Recientemente, más países han iniciado programas para cambiar a formas tradicionales y sostenibles de agricultura, tales como el cultivo migratorio y el barbecho de arbustos, a fin de cultivar suficientes alimentos para mantener a la población, manteniendo la fertilidad del suelo y permitiendo que la agricultura continúe en las generaciones futuras.

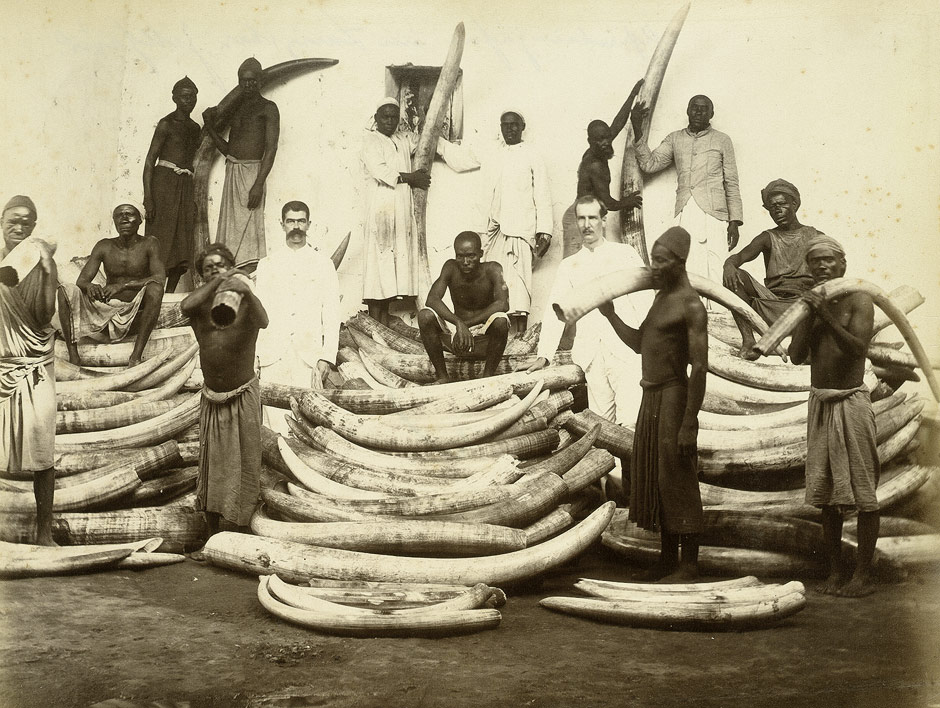
Ivory trade in the African Great Lakes region, 1880s.
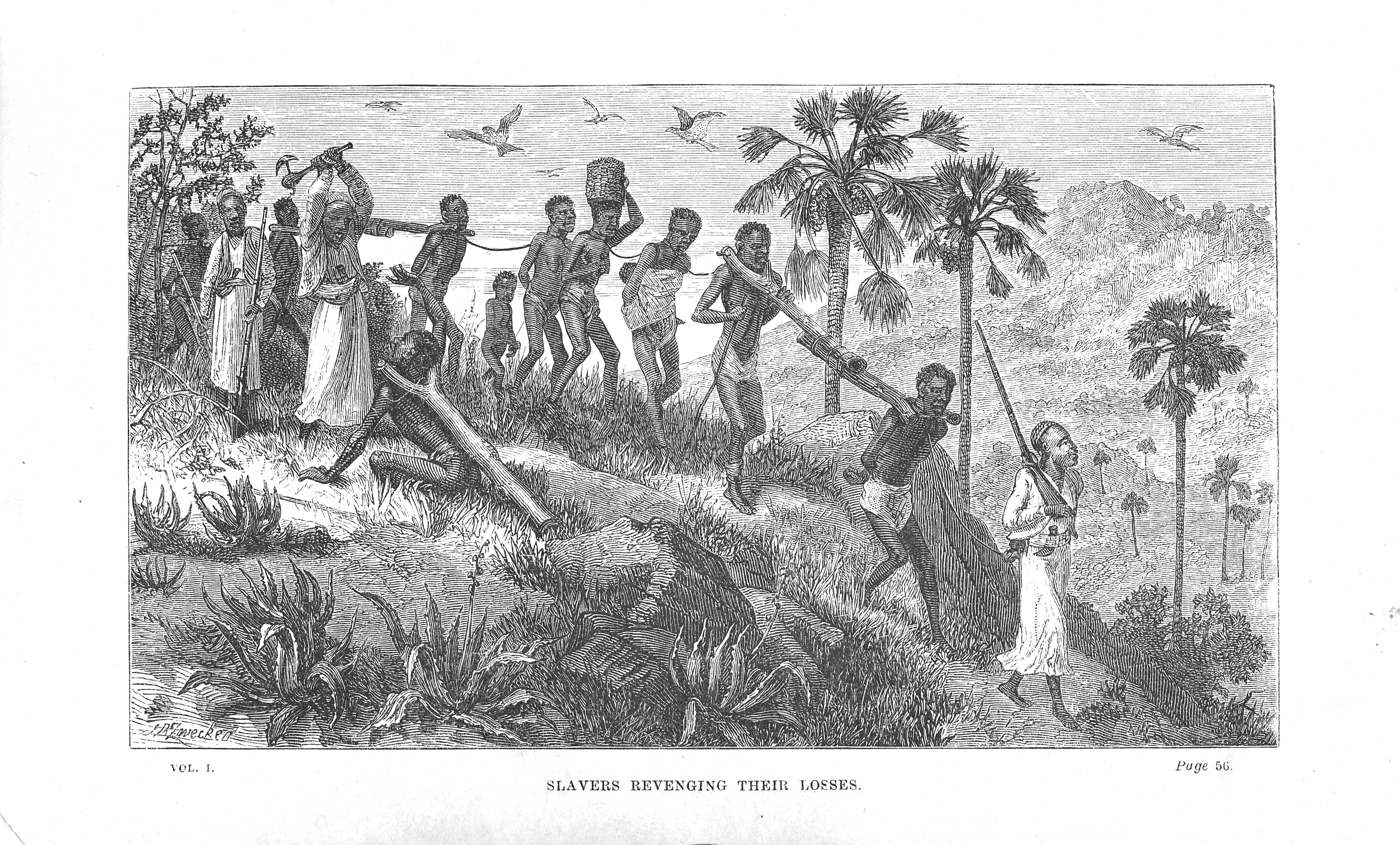
Arab slave traders and their captives near the Ruvuma (Rovuma) river in today's Tanzania and Mozambique, then under Portuguese rule (1866).
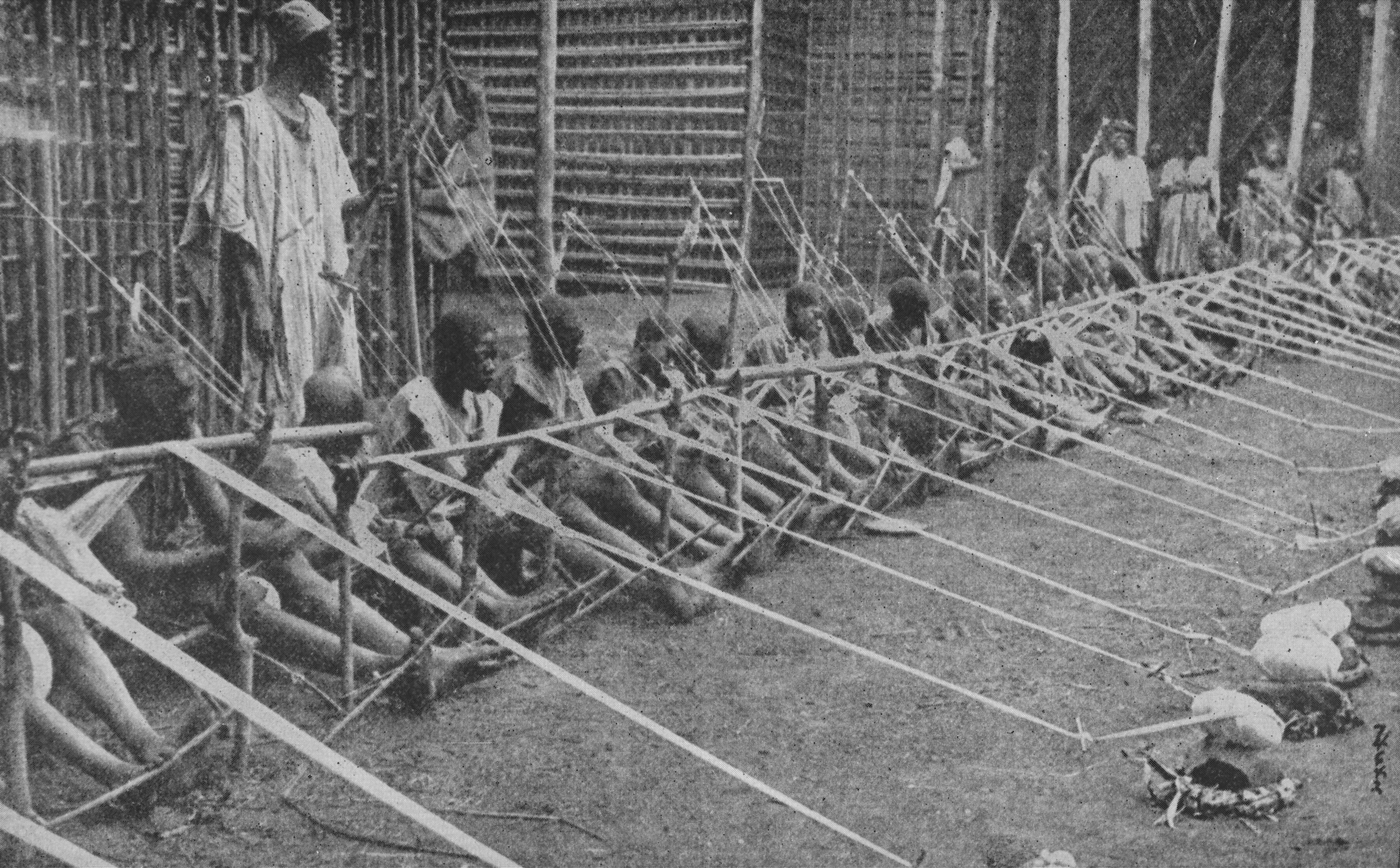
Children in Cameroon weaving, 1919.
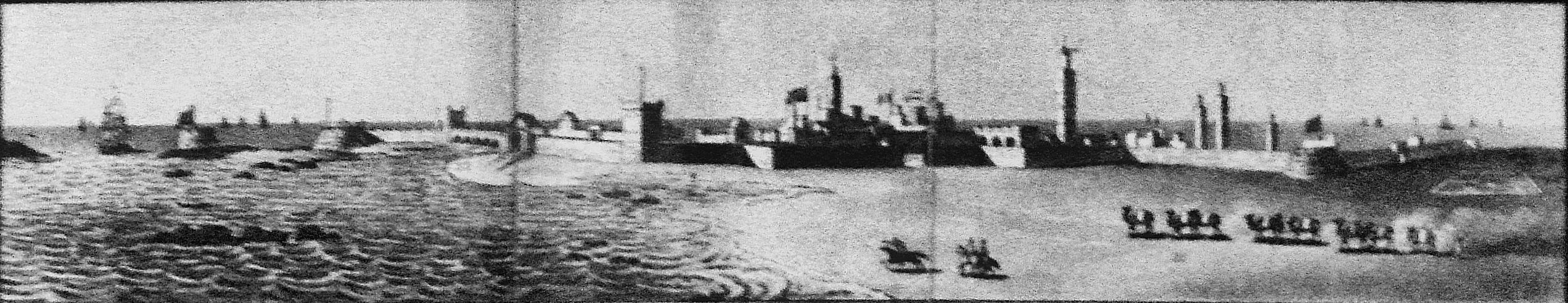
Essaouira in 1809.
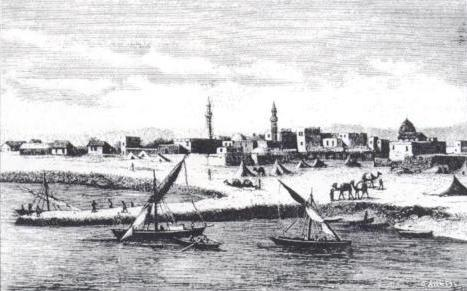
Puerto de Zeila, siglo XIX.
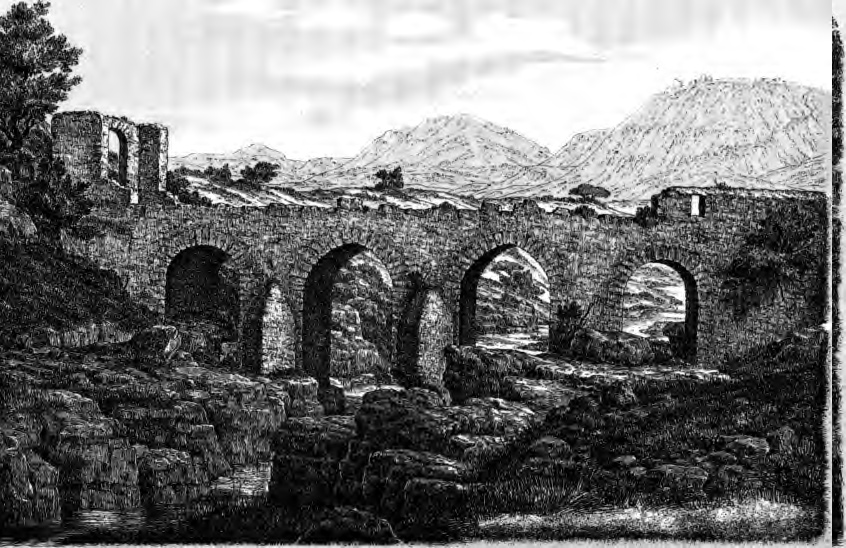
Puente sobre el río Magech cerca de Gondar, 1883.

## Independencia y la Guerra Fría
Después de la Segunda Guerra Mundial, las actitudes europeas hacia África comenzaron a cambiar. A raíz de la Segunda Guerra Mundial y el comienzo de la Guerra Fría, los poderes "occidentales" se opusieron a la idea de usar la conquista absoluta para anexar territorio. Al mismo tiempo, la agitación contra el dominio colonial se estaba haciendo persistente en África. Entre 1945 y 1948 hubo una serie de huelgas y protestas en Senegal, Tanzania, en el sistema ferroviario francés de África Occidental, y en la Costa Dorada de África Occidental.
Los países africanos ganaron gradualmente su independencia (con los límites de la era colonial intactos), en la mayoría de los casos sin un prolongado conflicto violento (excepciones incluyen Camerún , Madagascar y Kenia ). A medida que continuaba la Guerra Fría, los gobiernos africanos podían contar con el apoyo de los gobiernos occidentales o de los patrones comunistas, según su ideología.
Los primeros años de la independencia fueron relativamente sencillos para la mayoría de los países africanos. Esta resiliencia económica se erosionó en su mayor parte durante las próximas décadas. Se han hecho muchos argumentos para identificar los factores que explican el declive económico de muchos países africanos. La tendencia al gobierno de un solo partido, que proscribió a la oposición política, tuvo el resultado de mantener a los dictadores en el poder durante muchos años, perpetuando las políticas fallidas. Los préstamos de gobiernos extranjeros se convirtieron en agobiantes cargas para algunos países que tenían dificultades incluso para pagar los intereses de los préstamos. La Conferencia de las Naciones Unidas sobre Comercio y Desarrollo ( UNCTAD ) estima que entre 1970 y 2002 "África subsahariana recibió $ 294 mil millones en préstamos, pagó $ 268 mil millones en servicio de la deuda y aún debe $ 300 mil millones".